# Rödgrön porslinsblomma
Rödgrön porslinsblomma (Hoya cinnamomifolia) är en art i familjen oleanderväxter. Den förekommer naturligt på Java, men odlas som krukväxt i Sverige.

### Webbkällor
- Svensk Kulturväxtdatabas